# Исмагилов, Андрей Альбертович
Андрей Альбертович Исмагилов (род. 7 апреля 1971, Челябинск) — советский и российский хоккеист, нападающий. Тренер.

## Биография
Хоккеем стал заниматься как и старший брат Адир. С 1978 года — в спортшколе «Трактора», тренер Валерий Пономарёв. Три года провёл в ЧЭРЗ, затем вернулся в «Трактор». В сезоне-1988/89 дебютировал за «Металлург» Челябинск, провёл три матча — в первом забил гол, во втором — два. Во время прохождения армейской службы выступал за СКА Свердловск (1989/90), «Маяк» Куйбышев (1990/91), СКА-«Металлург» Серов(1990/91 — 1991/92).
В сезоне-1991/92 также провёл 12 матчей в высшей лиге за «Автомобилист» Екатеринбург.

— Где-то месяцев семь не играл по семейным обстоятельствам, вообще были нехоккейные проблемы.

— А среди болельщиков ходили слухи, что-де Исмагилов — нарушитель спортивного режима.

— Официальная формулировка моего отчисления действительно была таковой. Не скажу, что ничего подобного тогда не было, но ведь не я один.— 
Затем выступал за команды ЦСК ВВС Самара (1992/93), «Мечел» Челябинск (1993/94 — 1998/99), «Мечел-2» (1998/99, 1999/2000, 2001/02), «Трактор» и «Сталь» Аша (1999/2000), «Металлург» Серов (2001/02 — 2002/02), «Трактор» (2002/03), «Кедр» Новоуральск и «Казахмыс» Караганда, Казахстан (2003/04), «Сталь» (2004/05).
Окончил Уральский государственный университет физической культуры.
Тренер юношеских команд «Мечела» (2005—2011). Тренер в команде ВХЛ «Мечел») (2011/12, до 23 декабря). Главный тренер команды МХЛ-Б «Стальные львы» (28 января — 15 марта). Тренер в школах «Мечела» (2018—2019), «Заряд» (Челябинск, с 2019).
Сын Дмитрий (род. 1993) также хоккеист.